# Poneropsis veneraria
Poneropsis veneraria är en myrart som först beskrevs av Oswald Heer 1865.  Poneropsis veneraria ingår i släktet Poneropsis och familjen myror. Inga underarter finns listade i Catalogue of Life.